# シリアテル
シリアテル（アラビア語: سيريتل、英語: Syriatel）は、シリアの携帯電話回線事業者である。シリアで2社しかない通信キャリアのうちの1社で、もう1社はMTNシリアである。
スーパーサーフ (Super Surf) というブランド名で、転送速度150MB/sのLTEを提供している。

## 沿革
シリアテルは、シリアのダマスカスを本社に2000年に設立された。2017年、シリアテルは転送速度150MB/sを提供する4Gの通信速度を導入し、スーパーサーフ (Super Surf) というブランド名を付けた。
2020年6月5日、シリアの裁判所はシリアテルを司法監視下に置くことを命じた。

## 会社
この会社は、シリアの大統領バッシャール・アル＝アサドの従兄弟ラーミー・マフルーフが所有している。

## 外国からの制裁
2011年9月9日、日本が同国の外務省告示により、シリアの大統領バッシャール・アル＝アサドおよびその関係者等として指定される者に対して外為法に基づく制裁措置を実施したが、この制裁対象の中にラーミー・マフルーフも含まれていた。同年12月22日、日本による経済制裁の対象が拡大され、新たにシリアテルを含む6団体および3個人が制裁対象に指定された。